# كمال بوعكاز
كمال بوعكاز هو ممثل جزائري فكاهي، اشتهر بأدواره في العديد من المسلسلات الكوميدية الجزائرية. يُعرف بشكل خاص بدوره في المسلسل الفكاهي عمارة الحاج لخضر، حيث جسّد شخصية "السعيد" التي اشتهرت بمقولتها الشهيرة: «مرتك ماشي راجل». بدأ مسيرته في التمثيل من خلال الأعمال الفكاهية، حيث برع في تقديم الأدوار الكوميدية التي لاقت استحسان الجمهور الجزائري.

## أعماله
شارك في عدد من المسلسلات الناجحة، من بينها:
- عمارة الحاج لخضر
- حال وأحوال
- نسيبتي العزيزة (ظهور شرفي)
- حكومتهم
- جمعي فاميلي (الموسم الأول والثاني)